# کی یاماگوچی
کی یاماگوچی (ژاپنی: 山口 慶؛ زادهٔ ۱۱ ژوئن ۱۹۸۳) یک بازیکن فوتبال اهل ژاپن است.
از باشگاه‌هایی که در آن بازی کرده‌است می‌توان به باشگاه فوتبال ناگویا گرامپوس و باشگاه فوتبال جف یونایتد چیبا اشاره کرد.